# Clara Law
Clara Law, pseudonimo di Law Cheuk-yiu (羅卓瑤T, 罗卓瑶S, Luó ZhuóyáoP; Macao, 29 maggio 1957), è una regista e sceneggiatrice hongkonghese.

## Biografia
Nata nella Macao portoghese, Law è emigrata ad Hong Kong con la sua famiglia all'età di 10 anni. Ha studiato giurisprudenza all'Università di Hong Kong e nel 1978 ha cominciato a lavorare alla Radio Television Hong Kong come assistente di produzione e di regia. Nel 1982 si è iscritta alla National Film and Television School di Londra per studiare regia cinematografica e sceneggiatura. Il suo mediometraggio di laurea alla NFTS, Wàiguó de yuèliàng yuán xiē?, è stato premiato al Chicago International Film Festival nel 1985.
Lo stesso anno è tornata ad Hong Kong e nel 1988 ha esordito alla regia di un lungometraggio con Wǒ ài tàikōng rén, primo di molti sceneggiati dal marito Eddie Fong Ling-ching. Dopo alcuni successi di pubblico in patria, si è fatta conoscere nel circuito dei festival di cinema internazionali con Qiūyuè (1992), vincitore del Pardo d'oro al festival di Locarno. Nel 1993 è stata in concorso alla Mostra del cinema di Venezia con Le tentazioni di un monaco, basato su di un romanzo di Lilian Lee e con Joan Chen protagonista. Firmato l'episodio hongkonghese del film collettivo al femminile Erotique - Oltre i confini dell'erotismo (1994), si trasferisce in Australia assieme con suo marito, citando come ragione una personale insoddisfazione verso le direzioni intraprese dall'industria cinematografica hongkonghese.
Lì realizzerà prima Floating Life (1996), una commedia sulla diaspora cinese a Melbourne, e poi La dea del '67 (2000), interpretato da Rose Byrne, con il quale è stata nuovamente in concorso a Venezia. Dalla metà degli anni 2000, pur continuando a risiedere in Australia, ha lavorato principalmente a Taiwan e nella Cina continentale.

## Filmografia
- Wàiguó de yuèliàng yuán xiē? – mediometraggio (1985)
- Wǒ ài tàikōng rén (1988)
- Pān Jīnlián zhī Qiánshìjīnshēng (1989)
- Ài zài bié xiāng de jìjié (1990)
- Yes! Yīzú (1991)
- Qiūyuè (1992)
- Le tentazioni di un monaco (Yòu sēng) (1993)
- Wonton Soup, episodio di Erotique - Oltre i confini dell'erotismo (Erotique) (1994)
- Floating Life (1996)
- La dea del '67 (The Goddess of 1967) (2000)
- Letters to Ali – documentario (2004)
- Rú mèng (2009)
- Bàozǒu shéntàn (2015)
- Huā guǒ piāolíng (2021)

## Premi e riconoscimenti
- Festival di Venezia
  - 1993 – In concorso per il Leone d'oro per Le tentazioni di un monaco
  - 2000 – In concorso per il Leone d'oro per La dea del '67
- Festival di Locarno
  - 1992 – Pardo d'oro per Qiūyuè
  - 1996 – Pardo d'argento per la miglior regia per Floating Life
  - 1996 – In concorso per il Pardo d'oro per Floating Life
- Torino Film Festival
  - 1990 – Premio speciale della giuria per Ài zài bié xiāng de jìjié
- AFI Awards
  - 1996 – Candidatura alla miglior regista per Floating Life
  - 1996 – Candidatura alla migliore sceneggiatura originale per Floating Life